# Klimzowiec
Klimzowiec (niem. Klimsawiese) – część Chorzowa, wchodząca w skład administracyjnej dzielnicy Centrum (stanowiąc jej część południowo-wschodnią). Znajduje się we wschodniej części miasta w dorzeczu rzeki Rawy.

## Geografia

### Położenie
Klimzowiec znajduje się na Płaskowyżu Bytomsko-Katowickim będącym częścią Wyżyny Śląskiej, na terenie Górnego Śląska.

### Granice
Południową granicą właściwego Klimzowca jest rzeka Rawa, a zachodnia przebiega Kanałem Sueskim, oddzielającym Klimzowiec od Wielkich Hajduk (Chorzów-Batory) aż do ulicy Cmentarnej. Północna granica przebiega południowym skrajem Parku Róż i dalej na wschód ulicą Ryszki aż po ulicę Gałeczki, która stanowi wschodnią granicę Klimzowca.

## Historia

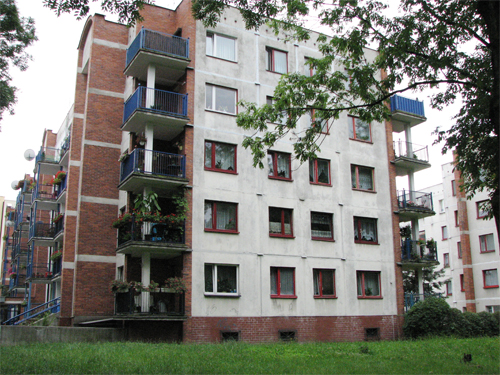
Bloki przy ul. Józefa Ryszki, 2009

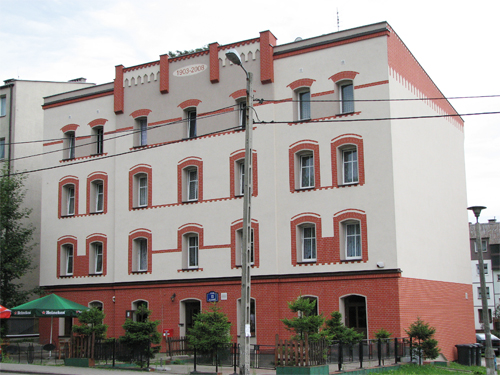
Kamienica przy ul. św. Barbary, 2009

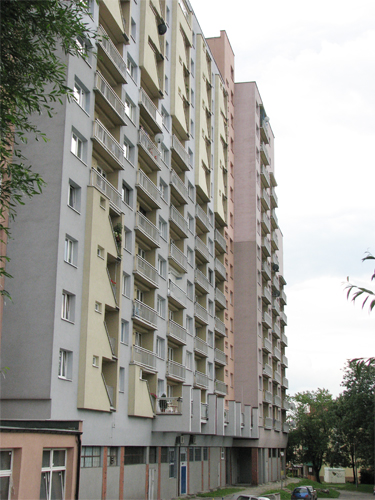
Bloki przy ul. ks. Jana Gałeczki, 2009

Klimzowiec powstał w latach 1850–1866 wokół młyna wybudowanego przez Jacka Klimzę (stąd też nazwa, pochodząca od niem. Klimsawiese, czyli ‘łąka Klimzy’). W roku 1860 ludność Klimzowca liczyła ok. 1200 mieszkańców, a w 1866 roku już ponad 2000. W 1868 roku Klimzowiec (wraz z kilkunastoma koloniami przemysłowymi) wszedł w skład nowo tworzonego miasta Królewska Huta (Königshütte).
Początkowo Klimzowiec był kolonią o charakterze rolniczym i wydobywczym. Na przełomie XIX i XX wieku zabudowa indywidualna została wzbogacona o kamienice, tak zwane familoki, wybudowane dla robotników pobliskich zakładów przemysłowych, oraz Szkołę Podstawową przy ul. ks. Gałeczki. W miejsce części gruntów ornych powstały ogródki działkowe, na których powstała południowa część Osiedla Ryszki.
W związku z pogarszającym się stanem wody w rzece w latach 1912–1913 wybudowano na terenie Klimzowca prowizoryczną doświadczalną oczyszczalnię ścieków (na zachód od ul. Gałeczki).
Znaczny rozwój kolonia odnotowała w XX wieku. W latach 1919, 1920 i 1921 roku ludność Klimzowca częściowo uczestniczyła w powstaniach śląskich. Od 1922 roku na mocy podpisanej w Genewie konwencji w sprawie Śląska obszar Klimzowca (jako część Królewskiej Huty) został przyznany Polsce.
W 1927 r. amerykańska firma „Dorr and Co.” z Nowego Jorku rozpoczęła zakończoną w 1929 budowę oczyszczalni „RAWA” na pogranicznym terenie Wielkich Hajduk i Załęża (na południe od Rawy i ob. ul. Waxmana w Katowicach, dziś już nieistniejąca).
Do połowy lat 30. XX wieku ludność Klimzowca należała do parafii św. Jadwigi w Królewskiej Hucie. Później na terenie kolonii powstała osobna parafia pod wezwaniem św. Franciszka z Asyżu prowadzona przez franciszkanów z Katowic Panewnik (Prowincja Wniebowzięcia NMP). W 1935 roku wybudowano drewniany kościół w kwartale ulic Gałeczki, Szkolnej (obecnie Franciszkańskiej) i Średniej.
Przed wybuchem II wojny światowej na Górnym Śląsku sławną stała się działalność patriotyczna franciszkanów z Klimzowca. Ich spory z władzami prowincjalnymi i sytuacja kanoniczna, której konsekwencją stały się zmiany w składzie personalnym placówki, żywo komentowane były na łamach lokalnej prasy: „Śląskiego Kuriera Porannego”, „Polski Zachodniej” oraz „Gościa Niedzielnego”. W tym okresie odwiedzał Klimzowiec przyszły Sługa Boży o. Euzebiusz Huchracki.
Pomiędzy 1 a 3 września 1939 roku w Klimzowcu miały miejsce potyczki z armią niemiecką wkraczającą na tereny II RP. W czasie wojny w klimzowieckim klasztorze ukrywali się działacze niepodległościowi. W czynną pomoc ukrywającym się i ich rodzinom zaangażowany był o. Bernardyn Grzyśka, przełożony zakonnej wspólnoty i administrator parafii.
Pod koniec II wojny światowej pola wokół Klimzowca jako jedne z niewielu miejsc w okręgu katowickim zostały omyłkowo zbombardowane (ucierpiał jedynie dom przy ul. Górniczej).
Po II wojnie światowej w miejscu ogródków działkowych obok zabudowy z przełomu wieków zaczęły powstawać nowe domy i bloki mieszkalne. Wybudowano także drugą szkołę podstawową i kompleks zabudowań Technikum Górniczego wraz z internatami, Pomaturalną Szkołę Geodezyjną i budynek oddziału Ministerstwa Górnictwa.
Od połowy lat 70. wybudowano na terenie Klimzowca nowe osiedla z zabudową wysokościową (Różanka, Krzywa–Astrów, Ryszki–Piaskowa, Gałeczki, Młodzieżowa), a od lat 90. również centra handlowe. Tylko w osiedlach wybudowanych w latach 70. i pierwszej połowie lat 80. XX wieku przez Chorzowską Spółdzielnię Mieszkaniową (ChSM) zamieszkało ponad 10 tys. mieszkańców, co stanowiło niecałe 25% ogólnej liczby mieszkańców. W późniejszych latach liczba mieszkańców Klimzowca uległa dalszemu zwiększeniu. Oprócz zabudowy wysokościowej na Klimzowcu istnieje także nowoczesna zabudowa niska budowana zarówno przez Urząd Miasta, jak i ChSM, a także domy indywidualne. 1 września 1987 roku oddano do użytku trzecią szkołę podstawową o ogólnej kubaturze budynku 80 181 m³, która w owym czasie była najnowocześniejszą w województwie katowickim.
Od początku lat 90. XX wieku na terenie Klimzowca powstawała zabudowa średnia i niska o wysokim standardzie, budowana przez Chorzowską Spółdzielnię Mieszkaniową, Urząd Miasta i Towarzystwo Budownictwa Społecznego.
Na Klimzowcu powstały również: nowy kościół i klasztor franciszkanów, Urząd Celny, Wyższa Szkoła Bankowa oraz Górnośląska Wyższa Szkoła Przedsiębiorczości i Śląska Wyższa Szkoła Informatyki. Zmodernizowano i rozbudowano rzeczną chorzowsko-katowicką oczyszczalnię ścieków.

## Ludność
Na terenie Klimzowca według danych Urzędu Miasta Chorzów mieszka ok. 22 tys. osób.

## Transport

### Komunikacja miejska
Na terenie Klimzowca funkcjonuje komunikacja miejska w postaci autobusów, minibusów oraz tramwajów. Linie tramwajowe przebiegają ulicami granicznymi, tzn. ul. Katowicką i aleją Bojowników o Wolność i Demokrację.

#### Linie tramwajowe
| LINIA | Trasa                                                     |
| 6     | Bytom Politechnika Śląska – Katowice Pl. Wolności         |
| 11    | Chebzie Pętla – Chorzów – Katowice Pl. Wolności           |
| 19    | Stroszek Zajezdnia – Chorzów – Katowice Pl. Wolności      |
| 20    | Chorzów Rynek – Katowice Załęże – Katowice Zawodzie Pętla |
| 33    | Chorzów Metalowców – Dąb – Koszutka Słoneczna Pętla       |

#### Linie autobusowe
| LINIA | Trasa                                                    |
| 6     | Gliwice – Katowice                                       |
| 23    | Zabrze – Katowice                                        |
| 98    | Siemianowice Śląskie – Ruda Śląska Halemba               |
| 165   | Katowice os.1000-lecia – Elkop                           |
| 663   | Chorzów Batory – Siemianowice Śląskie                    |
| 820   | Tarnowskie Góry – Katowice                               |
| 830   | Bytom – Katowice                                         |
| 840   | Gliwice – Katowice                                       |
| 870   | Gliwice – Katowice                                       |
| 998   | Klimzowiec Racławicka – Chorzów Rynek – Chorzów Gwarecka |

Dodatkowo, przy granicy Klimzowca, znajduje się katowicka pętla autobusowa Osiedle Tysiąclecia Pętla, gdzie kursują autobusy linii 23, 51, 138, 165, 238, 673 i 674.

### Transport drogowy
kołowy:
- wschód – zachód:
  - Drogowa Trasa Średnicowa, łącząca wschodnią i zachodnią część aglomeracji katowickiej, wraz z dwoma węzłami drogowymi, przebiega południowym skrajem Klimzowca.
  - ul. Katowicka, będąca jednocześnie drogą krajową nr 79 (Warszawa – Kraków – Katowice), przebiega północnym krańcem.
  - ul. Racławicka i ul. Górnicza
  - ul. Hajducka

- północ – południe:
  - ul. Gałeczki
  - aleja Wojska Polskiego
  - aleja Bojowników o Wolność i Demokrację

## Urzędy
- Urząd Celny, ul. Gałeczki 61,
- Urząd Pocztowy, ul. Szczecińska 10.

## Zdrowie

### Apteki
- „Melissa”, ul. Ryszki,
- „Franciszkańska”, ul. Gałeczki,
- Apteka, ul. Gałeczki,
- Apteka, ul. Młodzieżowa.

### Zakłady Opieki Zdrowotnej
- DIAB-Serwis, ul. Ryszki,
- Nasza Poradnia, ul. Młodzieżowa,
- NZOZ Energomontaż, ul. Szczecińska,
- Poradnia ogólna, ul. Gałeczki,
- Stomatologia Rodzinna, ul. Gałeczki,
- Gabinet Stomatologiczny, ul. Racławicka,
- Indywidualna Praktyka Stomatologiczna, ul. Szczecińska,
- Gabinet Stomatologiczny, ul. Ryszki,
- Gabinet Stomatologiczny „Mirdent”, ul. Młodzieżowa.
- Salon optyczny Optyka Optometria Filip Róża, ul. Gałeczki

## Parafie

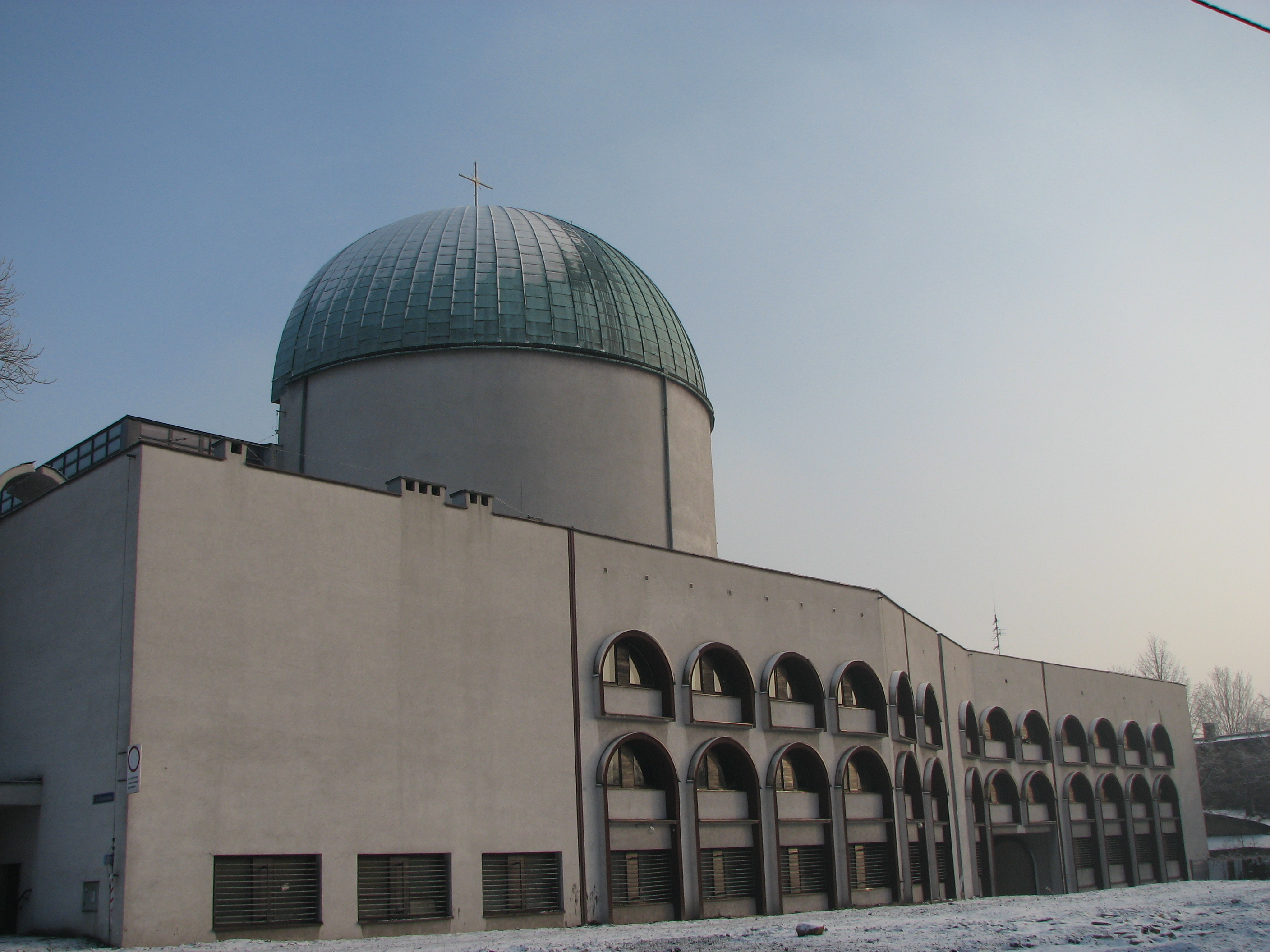
Klasztor Franciszkanów w Chorzowie–Klimzowcu, 2007

Mieszkańcy Klimzowca należą do następujących parafii rzymskokatolickich:
- Parafia św. Franciszka,
- Parafia św. Antoniego,
- Parafia Najświętszego Serca Pana Jezusa.

## Bankomaty
Bankomaty usytuowane są na ul. Gałeczki (Bank Śląski) i ul. Ryszki (PKO BP), ul. Gałeczki (Euronet w Biedronce).

## Stacje paliw
Stacje paliw znajdują się na ul. Gałeczki, Górniczej, Racławickiej (przy DTŚ), Wojska Polskiego.

## Postoje taxi
- ul. Hajducka,
- ul. Gałeczki.

## Sport i rekreacja

### Boiska i baseny
Klimzowiec graniczy z największymi obiektami sportowymi w mieście, mianowicie ze Stadionem Śląskim oraz stadionem KS Ruch. Znajdują się tu następujące obiekty sportowe:
- Basen Kryty 25 m, ul. Ryszki,
- Boiska (w tym jedno tartanowe) Szkoły Podstawowej nr 2, ul. Sportowa,
- Boiska Przedszkola nr 6, ul. Gałeczki,
- Boiska Szkoły Podstawowej nr 5, ul. Ryszki,
- Boiska tartanowe ze sztucznym oświetleniem przy ulicach Łąkowa, Ryszki, Gałeczki,

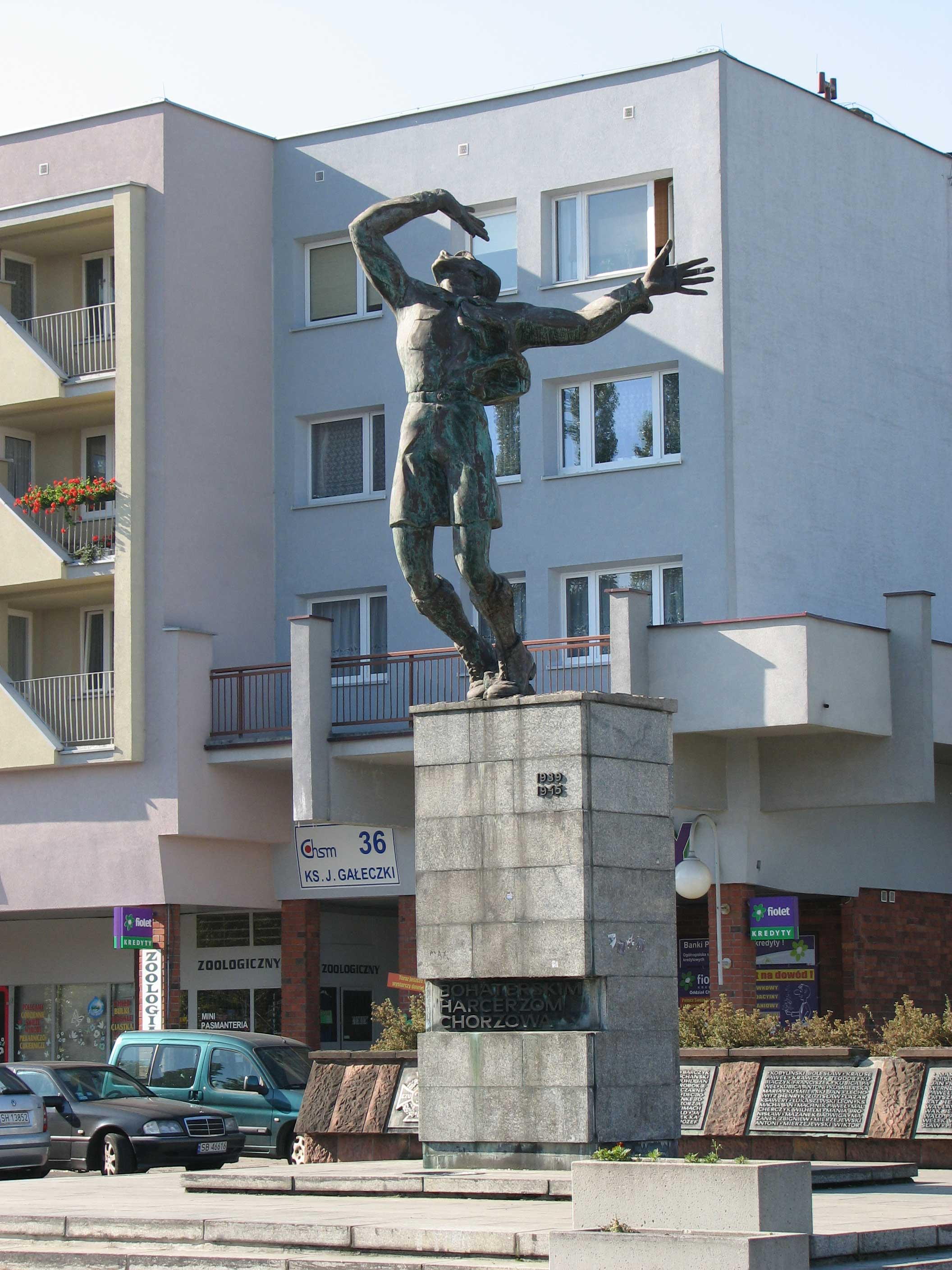
Pomnik harcerzy w Chorzowie–Klimzowcu, 2007

- Boiska tartanowe ze sztucznym oświetleniem przy ul. Młodzieżowej.

### Tereny zieleni
W północno-wschodniej części Klimzowca znajduje się Park Róż. W środkowej części parku stoi rzeźba matki z dzieckiem. Na rogu ulic Gałeczki i Ryszki znajduje się skwer z pomnikiem ku czci harcerzy Chorzowa poległych w latach 1939–1945, natomiast w kwartale ulic Gałeczki, Szczecińskiej i Młodzieżowej – skwer z boiskiem i placem zabaw. Ponadto Klimzowiec graniczy z Wojewódzkim Parkiem Kultury i Wypoczynku.

### Domy kultury
- Klub Chorzowskiej Spółdzielni Mieszkaniowej, ul. Młodzieżowa 29.

## Edukacja

### Przedszkola
- Przedszkole nr 6, ul. Gałeczki
- Przedszkole nr 18, ul. Gałeczki
- Przedszkole nr 21, ul. Ryszki

### Szkoły podstawowe
- Szkoła Podstawowa nr 5, ul. Ryszki
- Szkoła Podstawowa nr 2, ul. Sportowa

### Szkoły ponadgimnazjalne
- Zespół Szkół Technicznych i Ogólnokształcących nr 1 imienia Wojciecha Korfantego, ul. Sportowa

### Uczelnie
- Wyższa Szkoła Bankowa, ul. Sportowa
- Górnośląska Wyższa Szkoła Przedsiębiorczości, ul. Racławicka

### Szkoły już nieistniejące
Szkoła Podstawowa nr 3, ul. Gałeczki
Gimnazjum nr 2, ul. Sportowa (Od 09.2017 r. Szkoła Podstawowa nr 2)
Gimnazjum sportowe nr 11, ul. Ryszki

### Biblioteki
- Miejska Biblioteka Publiczna. Filia II, ul. Ryszki
- Pedagogiczna Biblioteka Wojewódzka w Katowicach. Filia w Chorzowie, ul. Sportowa 21

## Ekologia

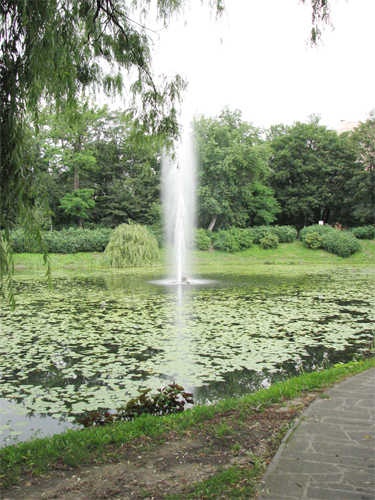
Staw Duży Leopold w Parku Róż, 2009

Pomimo dość zwartej zabudowy, na Klimzowcu znajduje się dużo terenów zielonych (parki, skwery, ogródki działkowe). Największym problemem dla środowiska są tzw. niska emisja dokuczliwa, szczególnie w miesiącach zimowych, oraz zanieczyszczenia powietrza wywołane przez ruch uliczny. Kłopot stanowią także zanieczyszczone cieki wodne przepływające przez terytorium kolonii, oczyszczane dopiero przy granicy z Katowicami w Oczyszczalni ścieków „Klimzowiec”. Zachodnia część oczyszczalni jest położona w Chorzowie (na Klimzowcu), gdzie następuje proces mechanicznego oczyszczania ścieków, natomiast po stronie Katowic (na dawnych gruntach Chorzowa Starego, wybudowana po II wojnie światowej) następuje biologiczny proces usuwania odpadów. Oczyszczalnia, której początki sięgają lat międzywojennych, jest jedną z największych oczyszczalni w Polsce, która obsługuje około 200 tysięcy mieszkańców.

## Gospodarka
Na terenie Klimzowca nie ma dużych zakładów przemysłowych. Większość przedsiębiorstw to małe zakłady z branży wytwórczej i usługowej.

### Handel
Na Klimzowcu wyróżnić można dwa rodzaje punktów handlowych, małe sklepy osiedlowe należące do osób prywatnych oraz sklepy średnio- i wielkopowierzchniowe. Wśród ostatnich, na Klimzowcu i terenach przyległych znajdują się hipermarkety Carrefour i Auchan oraz supermarkety sieci Biedronka, Lidl, Netto, PSS Społem.
Znajduje się tu również:
- market budowlany Castorama
- markety meblowe Black Red White, Bodzio i Jysk (w CH Auchan)
- market sportowy Decathlon (w CH Auchan)
- market elektroniczny Media Expert (w CH AKS)